# Angelic Crest
『Angelic Crest』（エンジェリッククレスト）は、台湾のChinesegamer Internationalが開発し株式会社ベクターにより運営されていたオンラインゲーム（MMORPG）。
『ワンダーランドオンライン』（以下WLO）の後継でゲームシステムは継承しているが、ストーリーは完全新規のものとなっている。2010年5月10日にクローズドβテストによる運用が始まり、5月20日にオープンβテスト、正式サービスは5月27日より行われた。2012年5月22日に行われた大型アップデートのサブタイトル「時のトーラス」が最終のバージョン。2014年5月27日をもってサービス終了。サービス期間は4年。
なおサービス提供元のゲーム名は「女神」でChinesegamer Internationalによりサービスは現在でも継続している、日本からもプレイ可能である。

## 概要
主人公（プレイヤーキャラクター）は宇宙侵略を目論むハデス帝国軍に襲われ、持っていたクローンペンダントの力によってセイバーというロボットに乗り込んで戦うことになる。その後近未来から現れたという戦艦ラファエルの特殊部隊「エンジェルフォース」の小隊長に任命され、戦いに巻き込まれていく。時代的に混沌とした設定なのはWLOと似ているが、それほど古代に遡った人物は出てこない。
セイバーに乗り込んでもロボットアニメのように人間の能力を超えたものが得られる訳ではなく、武器も人の姿の時のままである。キャラクターレベル20以上になるとセイバーに搭乗して飛行による移動が可能となる。
美少女系のオンラインゲームで、多数の声優を使いWLOの数倍の発声量とCGが出るのも特徴。戦闘、クエスト、特務の中にはかなり難易度の高いものがあるが、低レベルでも楽しめるクエストも多数用意されている。また装備や家具などの製造機能も備わっている。

## 動作環境とCPU
WLOから戦闘システムの大幅な変更があり、PCのメモリーを2倍以上消費する。画像は2Dのためビデオ関係のメモリー容量、速度はほとんど関係がなくCPUの性能に大きく依存している。従ってPCのメインメモリーが640MB以上、CPUはPentium 4-2GHz程度あれば動作はするが、他のキャラクター、露店が多かったりするとキャラクターの動作が重く、身動きが取れないこともある。メモリーは1GB以上、CPUはPentium Dual-Core以上であれば動作はかなり軽くなる。

## WLOからの変更と追加

### 戦闘システム
WLOが画面に向かって左に敵、右にプレイヤーが整列してターン制で攻撃するものであったのに対して、プレイヤーとNPCがマップ上を自由に動けるようになった。ただしキャラクターが1ターンに動ける範囲は限定されている。マップ全体を1つの画面で見ることはできないが、戦闘中は行動の順番が回ってきたキャラクターに画面が切り替わるようになっている。戦闘スキルには技、術、技+術、奥義があり、それぞれ異なる範囲を持つ。クエストの戦闘では通常5体までNPCを参加させることができるが、狩りや特務などでは1体のみである。

### スキルの習得
WLOではSTR、INT、WIS、AGIの値を上げることによってスキルを取得したが、Angelic Crestではほとんどのスキルの習得はクエストクリアが条件となっている。基本スキルのレベルアップが戦闘で使用することで上がるのに対し、習得スキルのそれはスキル経験値を消費する。また、特定の武器を装備している場合のみ使用できるスキルも存在する。

### 特技メモリ
新しいスキルの習得やレベルアップにはスキル使用によって貯まるスキル経験値を必要とするが、メモリを所持した状態でスキル経験値が上限（通常10000）に達するとメモリに移り30%のボーナスがついて13000となる。この上限は特定のクエストをクリアすると最大で20000に増加し、メモリに移した場合は26000となる。このメモリは1日5個無償で配布されており、ショッピングモールでの購入も可能である。
特技メモリの他に、NPCに使う「経験共有カード」「経験分配カード」がある。戦闘で得る経験値の50%がゲージに貯まり10000に達した時に経験共有カードに移り経験分配カードになる。これを使用して任意のNPC一人の経験値を10000増加させることができる。レベル1のNPCに使用すると一気にレベルが11以上に上がる。

### 競売
競売システムでは入札と出品ができる。3つまでの出品物と価格が表示され、最後の入札から30秒経つと成立となり落札者はアイテム、出品者はGoldを入手する。30秒間一度も入札がなければ不成立となる。どちらの場合も次のアイテムに切り替わる。

### 海外への移動
海外に行くためにカヌー、飛行船などの乗り物を製造する必要があったWLOと大きく異なり、Angelic Crestはレベル20以上ならセイバーに搭乗することによって世界中や宇宙にも移動できる。

### 上級リモコン、GPSの無料化
戦闘を自動的に行い放置プレイを可能とするWLOの上級リモコン（1ヶ月500円相当）はAngelic Crestで無料のリモコンとなった。またNPCごとに攻撃、補助スキルが指定できるなど改良もされている。
GPSはマップ上の任意の位置に移動するもので、これも無料でリモコン同様キャラクター作成時に配布される。但し瞬時にワープするにはゲーム内の課金で1回10AP（AP=エンジェリック・ポイント、1AP=1円に相当）が必要なため、多くの人はセイバーで移動している。

### 経験値増加薬の扱い
Angelic Crestは同じ倍率の経験薬を重ねることが出来る。更に、経験値増加の残り時間を無効化して別の倍率の経験薬を使用できる。またWLOは経験値増加の効果を一時止めるためにストップウォッチが必要であったが、Angelic Crestは画面下の経験薬増加のアイコンを右クリックするだけで効果を一時停止できるようになった。

### ゲーム内通貨
ゲーム内通貨は銀札（銀貨）、Goldの2つに分かれている。銀札と銀貨は敵がドロップする果実、肉などを特定NPCに売ることなどで得られるが、他プレイヤーとのトレードなどには使用できない。銀貨50個で銀札1枚。Goldはレベル20以上のキャラクターで主任務をある程度進行していると、艦長のキャサリンから毎日ログイン日数や階級に応じて軍人俸給として受け取ることが可能。また特務、クエスト、定期イベントなどの報酬である神秘卵から、Gold引換券として入手できることもある。Goldは他プレイヤーとのトレードや競売、露店での売買に用いられている。またショッピングモールの課金アイテムの一部もGoldで購入できる。

### レベルキャップ
レベルキャップとは、運営側が決めたキャラクターレベルの上限である。これは課金アイテムを使うことで他のプレイヤーとの極端なレベル差が発生するのを防ぐとともに、リアルマネーを使いすぎるユーザーに対して歯止めを掛けるためと考えられる。2011年5月24日現在のレベルキャップは140である。

### 戦果共有
通常、クエストをクリアした際の効果は本人のみだが、戦果共有ではパーティリーダーがAPを支払うことにより、全パーティメンバーにその効果が反映される。APを必要とするが、各々がクエストを消化しなくて良いという利点がある。支払うAPはクエストによって異なる。

### 女神祝福丸薬
ショッピングセンターのゲームコーナーのルーレットを回すことによってランダムに得られるアイテムである。ルーレットは1回80AP。効果は1時間で、使用したキャラクターを含むその狩場にいる全員の取得経験値が1.5倍になる。1個重ねて使用するごとに0.1倍増しになり最高で2.8倍の効果を得ることができる。使用すると同サーバー内の全キャラクターに、使用したキャラクター名、チャンネル、狩場の名称が告知される。個人が使う他に、ゲームマスターがイベントで使用することもある。

### 奥義
POW(気力）が100以上で発動できる攻撃スキル。使用時は自動的にセイバーに搭乗し、使い終わると人の姿に戻る。
POWは戦闘時に攻撃や待機することで増え、上限の200に達した時の威力は約1.5倍。NPCのうちペット扱いになっているクズハとミーヤ、日本オリジナルキャラのアルファと秋乃重条はスキルとして奥義を持たず、POWも上がらない。

### パーティの一括移動
WLOとは異なり瞬時に他のプレイヤーを別の地点に呼ぶことはできないが、同チャンネル内のラファエル艦内でパーティを組んだ後、リーダーがラファエルから出ればパーティごとその地点へ移動できる。
ラファエルへの移動は、アイテムスロット内にあるラファエルをダブルクリックする方法の他に、画面右下のシナリオのアイコンをクリックし、主任務（例:「少女ルル」）をダブルクリックすることでも可能。ラファエルはアイテムとしてインベントリの1枠を占有する。銀行の道具として預け入れることはできないが、「工具」のスロットに入れておくことは可能。

## 軍団
軍団はギルドと似ているが、根本的に異なる点は他の軍団に攻撃を仕掛けることができることである。
他の軍団と同盟を組み攻撃を仕掛けることもできる。従ってチーム戦のようなものが不定期に常に存在すると考えて良い。攻撃を申し込まれた軍団は戦いを拒否することも可能。軍団を作るにはゲーム内通貨で1000Goldが必要で、1週間以内にレベル10以上のプレイヤーを15人集めないと強制解散になる。軍団を創設したプレイヤーを軍団長と呼び、数名の副軍団長を任命できる。

## 特務
特殊任務のことで、参加レベルに達していれば誰でも参加できる。現在5レベルおきに12種類の特務があり、レベルが高くなれば難易度も増す。規定人数は5レベルが2人、他のレベルは4人。参加は1日1回だが、例外的に15レベルの特務は1時間おきに1回参加できる。主な報酬は神秘の卵で、20レベルから勲功、40レベルからは勝利のギフトも手に入る。

## キャラクターとキャスト

### NPC（ノンプレイヤーキャラクター）
キャサリン声 - 鈴木麻里子
ラファエルの艦長。美しい容姿と聡明な頭脳の持ち主。プレイヤーの仲間として使うことはできない。29歳。
サマンサ声 - 神田朱未
セレネ小隊員。明るく活発で楽天家、かつ能天気な性格。優秀な射撃手。アイヴィーとは幼馴染。18歳。属性は水。
アイヴィー声 - 冬馬由美　
セレネ小隊員。プレイヤーが最初に出会うNPC。正義感に溢れ、穏やかな物腰と冷静な判断力を持つ。18歳。属性は火。
トウリン声 - 桑島法子
ヘリオス小隊の隊長。「白銀の虎」の異名を持つ。傲慢な態度をとることがある。サマンサとは犬猿の仲。2010年10月の大型アップデート「王女の帰還」から仲間にできるようになった。17歳。属性は火。
セベル声 - 安井絵里
セレネ小隊員。戦闘では主に回復役を担当。明るくかわいらしい性格。子供っぽく艦内のマスコット的存在。14歳。属性は水。
リサ声 - 石黒千尋
現役のトップアイドル歌手。地球連合軍の総司令官である父を見て育ち、歌で世界を平和にしたいという気持ちから、歌手を続けつつ隊員となる事を決意。お嬢様タイプの性格だがファンの事は大切にしている。16歳。属性は火。
イナ声 - 広橋涼
ニクス小隊員。一流の忍術使いで後方撹乱を得意とする。内向的で謙虚な性格だが決めたことはやり抜く芯の強い一面も持つ。13歳。属性は水。
ルル声 - 能登麻美子
森で倒れているところを保護された謎の少女。純粋で優しい性格をしており、誰からも可愛がられている。記憶を失っているがクエストを進行するとその正体が明らかになる。10歳。属性は水。
クズハ声 - 田中理恵
木の精に食べられそうになっていたところを保護された狐人族の少女。活発で明るく気分屋。15歳。属性はペット。
ミーヤ声 - 堀江由衣
同属の皆とはぐれたため、ダンボールに「拾ってください」と書いて入っていたところを主人公に拾われた猫人族。明るく無邪気な性格で甘いもの好き。他のプレイヤーにアイテムを配達する機能を持つ。14歳。属性はペット。
アルファ声 - 田中理恵
最新技術で建造された女性型アンドロイド。日本オリジナルキャラ第1弾。ショッピングモールのゲームコーナーにある「お楽しみカプセル」から、ランダムでアルファカードとして入手する。従って課金が必要である。重火器による遠距離攻撃専用。17歳。属性は水。
秋乃重条声 - 中井和哉
筋力の高い豪傑で、戦国の世から主人公たちの時代に迷い込んだ。ハデス軍に好物のおにぎりを奪われ、激怒して仲間に加わる。日本オリジナルキャラ第2弾。加入にはキャラクターレベル40以上などの条件を満たす必要がある。専用武器はショッピングモールのルーレットで入手する。「秋乃重条の巻物」をダブルクリックすると仲間になるが、これを捨てると仲間にできなくなる。また一度離別すると再度仲間にすることはできない。属性は火。
ベアリィちゃむ声 - 堀江由衣
夢見がちな小学生の「大熊猫たむ」は、妖精ゴモランから魔法の杖を貰い「魔法少女ベアリィちゃむ」としてハデス帝国軍と戦う。日本オリジナルキャラ第3弾。「お楽しみカプセル」から魔法少女カードとして入手する。11歳。
プルフ・ルゥ声 - 佐藤聡美
魔界からやってきた悪魔族の少女。日本オリジナルキャラ第4弾。魔界ではそれなりに高い地位にいたのだが窮屈なのが嫌で逃げ出してきた。「ベアリィちゃむ」を「キャラが被ってる！」と一方的に敵視している。頭は少し悪いが、めっぽう強い。「お楽しみカプセル」から悪魔少女カードとして入手できる。1015歳。
オウス声 - 若本規夫
封印されし古代の魔王。日本オリジナルキャラ第5弾。契約に従い主人公の仲間になる。いったい何が目的なのか、全てが謎に包まれたダークヒーロー。
ユン声 - 釘宮理恵
とても可愛い看護師。日本オリジナルキャラ第6弾。エンジェルフォースを癒すためにどこからともなくやってきた。優しくて気の弱い性格だが男の娘という秘密を持っている。
プラネ声 - 國府田マリ子
まだまだ新米な女聖騎士。日本オリジナルキャラ第7弾。ハデス帝国を倒すために修行に励む毎日。ルルを守るために主人公の仲間になった。少し能天気な性格だが、剣の腕は確か。
マイハート声 - 佐藤聡美
燃える正義の美少女戦士。日本オリジナルキャラ第8弾。16歳。身長162センチ。天使の導きにより愛と正義のスーパー戦士「マイハート」となった「真心マイ」は、邪悪なハデス帝国の野望を打ち砕くため、仲間と共に戦う。「Newお楽しみカプセル」から入手できる。
通信士声 - 野中藍
ラファエルの通信担当。真面目で責任感が強く、情報収集能力に長ける。18歳。
アラド声 - 中井和哉
実直で堅苦しい性格の騎士。何よりもルルを大切にし、ルルの護衛と記憶を取り戻すため共に戦う。
ルーシア声 - 國府田マリ子
密猟者に囚われていたところを保護された人魚族。優しく穏やかな性格だが怒ると怖い。15歳。
スフィア声 - 佐藤聡美
「秘密の研究室」でコールドスリープ状態で眠っていた謎の少女。記憶を無くしており感情の起伏も乏しいが好奇心は旺盛。見かけに寄らず腕力が強く周りを驚かせることも。17歳。
ダール声 - 稲田徹
プラハ声 - 若本規夫
フローラ声 - 金田朋子
クスカー声 - 相沢舞
マティーナ、他声 - 斉藤佑圭
オフィーリア、他声 - 藤堂真衣
フェルミナ、他声 - 星ありさ
タイナ、他声 - 丸山未沙希
イシス、他声 - 牛田裕子
マーサ、他声 - 藤本有美

### プレイヤーキャラクター
（男）声 - 赤羽根健治、野島健児
（女）声 - 伊藤静、井上麻里奈